# Chích bông Philippin
Chích bông Philippin (danh pháp hai phần: Orthotomus castaneiceps) là một loài chim chi Chích bông trong họ Chiền chiện. Loài này phân bố ở Philippin. Môi trường sinh sống tự nhiên của nó là rừng đất thấp ẩm ướt nhiệt đới hoặc cận nhiệt đới hoặc rừng ngập nước cận nhiệt đới và nhiệt đới. 